# Арнштайн (Бавария)
Арнштайн (нем. Arnstein) — город и городская община в Германии, в земле Бавария. 
Подчинён административному округу Нижняя Франкония. Входит в состав района Майн-Шпессарт.  Население составляет 8090 человек (на 31 декабря 2010 года). Занимает площадь 112,12 км². Официальный код  —  09 6 77 114.
Городская община подразделяется на 12 городских районов.

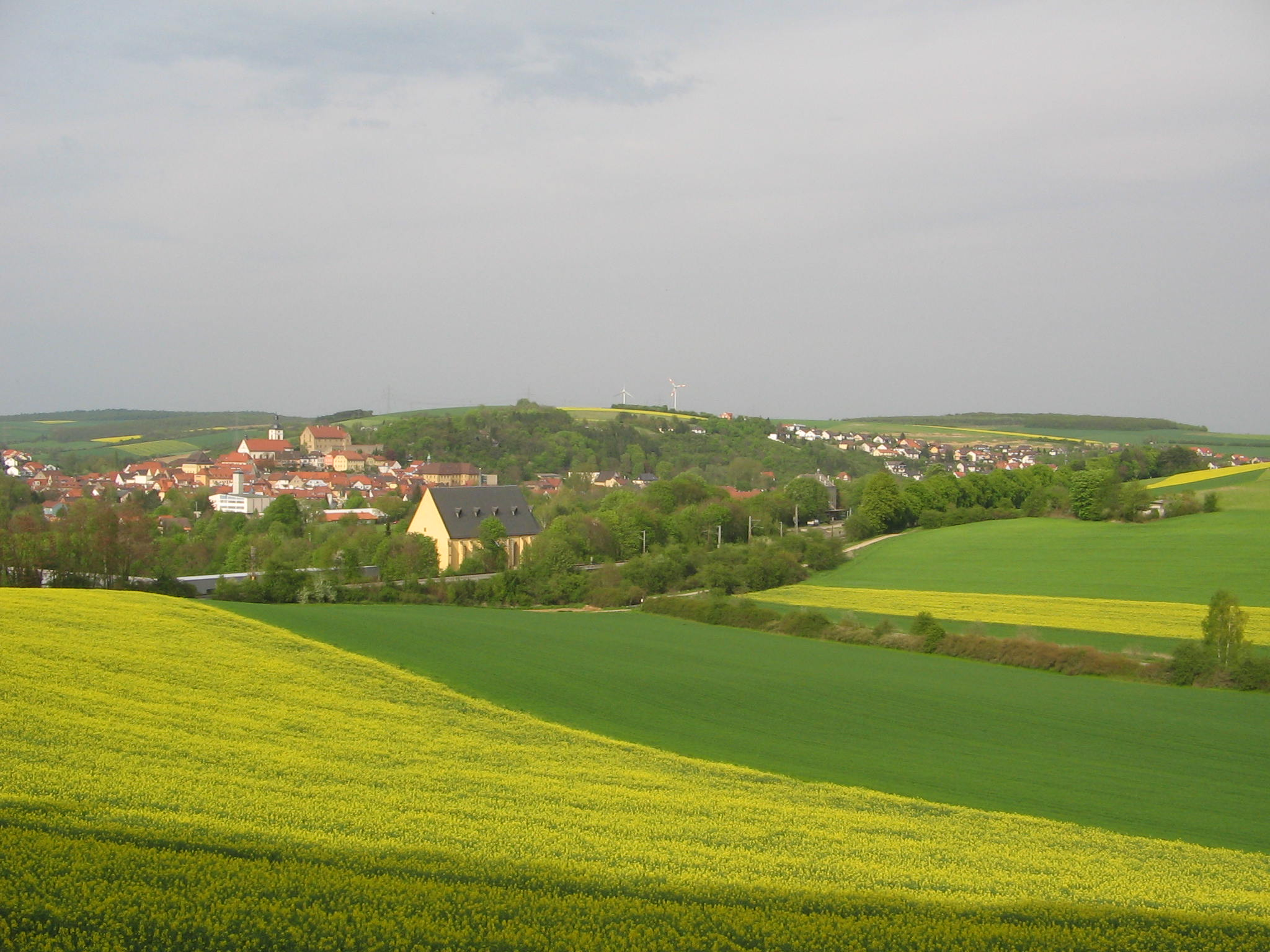
Арнштайн

## Население
По оценке на 31 декабря 2015 года население общины Арнштайн составляет Неверный параметр metadata Арнштайн (Бавария) чел. 
 Неверный параметр metadata Арнштайн (Бавария) 
 Неверный параметр metadata Арнштайн (Бавария)